# マドレーヌ・マロンガ
マドレーヌ・マロンガ（Madeleine Malonga 1993年12月25日- ）は、フランスのヴァル＝ドワーズ県出身の柔道家。階級は78kg級。コンゴ系。

## 人物
2009年のヨーロッパカデ選手権70kg級で3位となった。2010年からは階級を78kg級に上げるが、世界ジュニアは5位だった。2011年からヨーロッパジュニアでは2年連続3位になった。2013年のユニバーシアードではハンガリーのヨー・アビゲールに敗れて2位だった。世界ジュニアでは準々決勝で日本の吉村静織に有効で敗れて3位だった。団体戦では決勝で日本チームと対戦して、2－2と迎えた大将戦において稲森奈見に豪快な裏投で一本負けを喫してチームも2位に終わった。2014年のグランドスラム・パリでは決勝まで進むも、スロベニアのアナマリ・ベレンシェクに払巻込で敗れて2位にとどまった。グランドスラム・バクーでは優勝した。2015年のグランドスラム・パリでは3位だった。2016年のリオデジャネイロオリンピックには2011年世界チャンピオンのオドレー・チュメオがいたために出場できなかった。2018年にはグランドスラム・パリで3位になると、ヨーロッパ選手権では決勝でチュメオに反則勝ちして優勝したが、世界選手権では7位に終わった。2019年のグランドスラム・パリでは優勝するも、ヨーロッパ競技大会では3位だった。東京で開催された世界選手権では準決勝で元世界チャンピオンであるブラジルのマイラ・アギアル、決勝で世界チャンピオンの濵田尚里をそれぞれ破って優勝を飾った。世界団体では決勝の日本戦で濵田に敗れて2位だった。2020年のヨーロッパ選手権では優勝した。2021年のワールドマスターズでは決勝で濵田を破って優勝した。世界選手権では決勝でドイツのアンナ＝マリア・ヴァーグナーに内股の技ありで敗れて2位にとどまった。7月に日本武道館で開催された東京オリンピックでは、決勝で開始早々から濱田の寝技に引き込まれてしまい崩上四方固で敗れ、銀メダルに終わった。2024年の世界選手権では3位になった。地元で開催されたパリオリンピックでは2回戦でポルトガルのパトリシア・サンパイオに大内返で敗れた。
IJF世界ランキングは6259ポイント獲得で1位(24/5/20時点)。

## 暴行騒ぎ
2013年4月12日、マロンガは異性関係の縺れから78kg超級の選手であるアン＝ファトゥマタ・ンベロと対立することになった63kg級のクラリス・アグベニューに、ロンドンオリンピック銅メダリストである52kg級のプリシラ・ネト、63kg級のランセイ・サン・サン・ムワ、70kg級のファニー＝エステル・ポスビトとともに付き従ってINSEP内のンベロの寝室に入り込んだ。激しい口論の末にアグベニューがンベロを何度も殴りつけたが、マロンガだけは暴力には直接関わらなかったという。ところが、5月16日にフランス柔道連盟の規律委員会は暴行の主犯であるアグベニューに対して執行猶予付きの1年間に渡る大会の出場停止、付き従ったマロンガ他4名に執行猶予付きの3ヶ月に渡る大会の出場停止処分を科した。
しかしながら、フランス柔道連盟がアグベニューらに示した寛大な処置に納得のいかないンベロ側は、この一件をパリの裁判所へ訴えるに至った。2014年7月にパリの裁判所はアグベニューに対して、ンベロへ2780ユーロの支払いと、70時間の社会奉仕活動を言い渡した。マロンガの他、4名は無罪となった。

## 主な戦績
- 2009年 - ヨーロッパカデ選手権　3位(70kg級)
- 2010年 - ベルギー国際　ジュニアの部　3位
- 2010年 - 世界ジュニア　5位
- 2010年 - ワールドカップ・スウォン　5位
- 2011年 - ヨーロッパジュニア　3位
- 2012年 - ヨーロッパジュニア　3位
- 2013年 - ベルギー国際　3位
- 2013年 - ユニバーシアード　個人戦　2位　団体戦　3位
- 2013年 - ヨーロッパジュニア　優勝
- 2013年 - 世界ジュニア　個人戦　3位　団体戦　2位
- 2014年 - グランドスラム・パリ　2位
- 2014年 - グランドスラム・バクー　優勝
- 2015年 - アフリカオープン・チュニス　優勝
- 2015年 - グランプリ・サムスン　優勝
- 2015年 - グランドスラム・パリ　3位
- 2016年 - グランプリ・サムスン　優勝
- 2017年 - グランプリ・デュッセルドルフ　2位
- 2017年 - ユニバーシアード　5位
- 2017年 - グランドスラム・東京　5位
- 2017年 - ワールドマスターズ　2位
- 2018年 - グランドスラム・パリ　3位
- 2018年 - ヨーロッパ選手権　優勝
- 2018年 - グランプリ・ザグレブ　優勝
- 2018年 - 世界選手権　7位
- 2019年 - グランドスラム・パリ　優勝
- 2019年 - グランドスラム・バクー　3位
- 2019年 - ヨーロッパ競技大会　3位
- 2019年 - 世界選手権　優勝
- 2019年 - 世界団体　2位
- 2019年 -　グランドスラム・アブダビ　3位
- 2020年 -　グランドスラム・パリ　優勝
- 2020年 - ヨーロッパ選手権　優勝
- 2021年 -　ワールドマスターズ　優勝
- 2021年 -　世界選手権　2位
- 2021年 -　東京オリンピック　2位
- 2022年 -　グランドスラム・パリ　3位
- 2022年 -　ヨーロッパ選手権　3位
- 2022年 - ヨーロッパオープン・オーバーヴァルト　優勝
- 2023年 -　グランドスラム・テルアビブ　2位
- 2023年 -　グランプリ・リンツ　2位
- 2023年 -　グランドスラム・アスタナ　3位
- 2023年 -　ワールドマスターズ　2位
- 2024年 -　グランドスラム・パリ　3位
- 2024年 -　グランドスラム・アンタルヤ　優勝
- 2024年 - 世界選手権　3位

(出典、JudoInside.com)